# Frank Norris
Benjamin Franklin  Norris, Jr. (n. 5 martie 1870, Chicago – d. 25 octombrie 1902, San Francisco) a fost un scriitor american.

## Opere
- Blix, 1967
- Epic of the Wheat
  - The Octopus, 1901
  - The Pit, 1903
- McTeague, A Story of San Francisco, 1899
- A Man's Woman, 1898
- Moran of the Lady Letty. A Story of Adventure off the California Coast, 1971 ISBN 0-404-04790-4
- Vandover and the Brute, 1914